# جرج اشلی کمبل
جرج اشلی کمبل (انگلیسی: George Ashley Campbell؛ ‏ تلفظ: ‎/ˈkæmbəl/‎؛ ‏ ۲۷ نوامبر ۱۸۷۰ – ۱۰ نوامبر ۱۹۵۴) مهندس برق و الکترونیک و مخترع اهل ایالات متحده آمریکا بود. وی همچنین برندهٔ جوایزی همچون مدال ادیسون انجمن مهندسان برق و الکترونیک و مدال افتخار آی‌تریپل‌ئی شده است.